# Yokoyama Hideo
Yokoyama Hideo (横山 秀夫 Yokoyama Hideo, sinh năm 1957) là một nhà văn người Nhật chuyên về thể loại văn học trinh thám. Ông từng hai lần được trao Giải truyện trinh thám Nhật Bản của năm cho các tác phẩm Ve sầu mười bảy năm (Kuraimāzu hai, クライマーズ・ハイ, 2003) và Rokuyon (ロクヨン, 2013). Trước khi dành toàn thời gian cho nghề viết văn, Yokoyama từng là một nhà báo của tờ Jōmō Shimbun, tờ báo của vùng Gunma, Nhật Bản.

## Tác phẩm

### Tiểu thuyết
- Deguchi no Nai Umi (出口のない海, 1996)
- Kage no Kisetsu (陰の季節, 1998)
- Han'ochi (半落ち, 2002)
- Ve sầu mười bảy năm (Kuraimāzu hai, クライマーズ・ハイ, 2003), bản dịch tiếng Việt của Khánh Trang và Miki được Quảng Văn phát hành năm 2019.
- Rupan no Shōsoku (ルパンの消息, 2005)
- Shindo Zero (震度0, 2005)
- Rokuyon (ロクヨン, 2012)
- Nōsuraito (ノースライト, 2019)

### Truyện ngắn
- Dōki (動機?), 2000
- Kao (顔?), 2002
- Fukaoi (深追い?), 2002
- Shinsō (真相?), 2003
- Kagefumi (影踏み?), 2003
- Kanshugan (看守眼?), 2004
- Rinjō (臨場?), 2004
- Rinjō Special Book (臨場スペシャルブック?), 2010

### Chuyển thể điện ảnh
- Han'ochi (2004)
- Deguchi no Nai Umi (2006)
- Ve sầu mười bảy năm (2008)
- Rinjō (2012)
- Rokuyon (64) Phần I (2016)
- Rokuyon (64) Phần II (2016)
- Kagefumi (2019)